# Sidenhuset, Stockholm

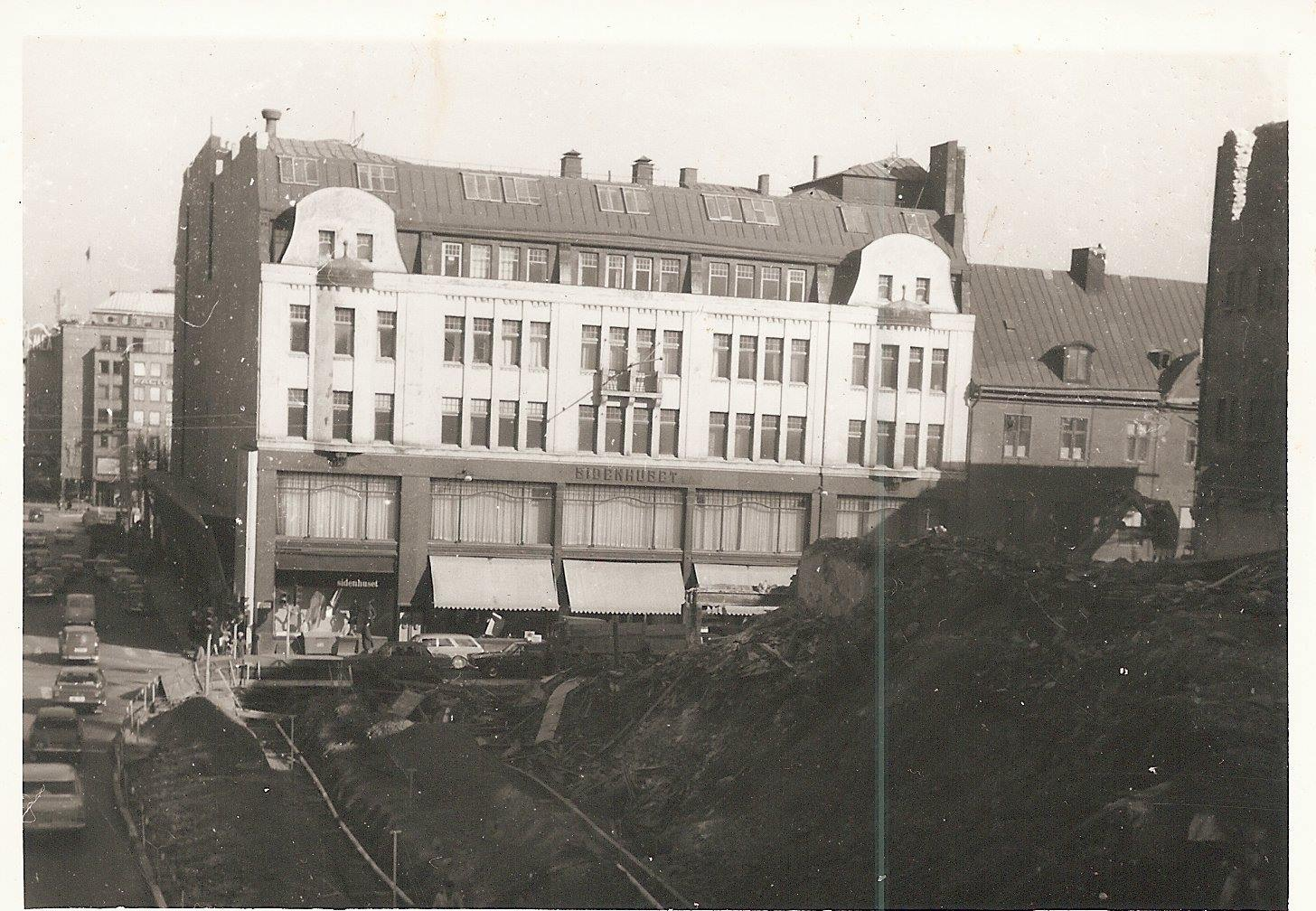
Sidenhusets fasad mot Regeringsgatan, 1968.

Sidenhuset var ett varuhus som låg vid Regeringsgatan och Västra Trädgårdsgatan, tidvis med ingång från Hamngatan i Stockholm, öppnat 1910. Det hyrde lokaler i Hamngatspalatset, Hamngatan 5, under perioderna 1915-1925 och 1960-1966. Varuhuset stängdes och revs 1969, efter att Hamngatspalatset hade rivits 1966 för att möjliggöra Hamngatans breddning i samband med Norrmalmsregleringen.
Byggnadens arkitekt var Gunnar Djurberg.
Företaget inköptes av NK 1960.
Sidenhuset gav även namn åt det enda luftskepp som har varit infört i det svenska luftfartygsregistret, Parseval-Naatz PN 29.